# Surtdecasa
Surtdecasa.cat és una plataforma digital d'informació cultural de proximitat que dona valor a les activitats culturals d'arreu del territori català amb una mirada descentralitzada i que posa èmfasi en la contemporaneïtat de les tradicions, l'arrelament territorial i la projecció de nous conceptes emergents. A la plataforma hi ha una agenda i continguts a través de temes d'autor.
Té edicions territorials en diferents punts de la geografia catalana com són les terres de l'Ebre, al Camp de Tarragona, al Penedès, a l'Empordà, a Ponent, al Gironès, al Centre, als Pirineus i a Barcelona.

## Orígens i història
Surtdecasa.cat va ser fundat l'octubre de 2010 a les Terres de l'Ebre per les periodistes Neus Barberà i Anna Zaera i l'informàtic Robert Roig. La primera edició va ser el 23 d'octubre del 2010 a les Terres de l'Ebre.
La plataforma des dels orígens va néixer amb una doble funció: ser una agenda cultural exhaustiva de referència a l'hora de trobar totes aquelles activitats culturals que tenien lloc a les quatre comarques de l'Ebre i ser un espai on fer un periodisme humà de proximitat. Els seus creadors defensaven la idea que perquè els territoris tinguin una bona autoestima cal reflectir també totes aquelles iniciatives creatives que hi tenen lloc.
L'expansió pel territori de Surtdecasa.cat no va ser premeditada sinó que va aprofitar les oportunitats de les noves tecnologies i una crisi econòmica que va obligar molts periodistes joves a plantejar-se emprendre projectes propis. Del contacte amb periodistes d'altres territoris que tenien la intenció de fer un mitjà similar a Surtdecasa.cat va sorgir la possibilitat de sumar esforços.
La primera expansió té lloc el desembre de 2012 quan se suma la regió del Penedès amb periodistes joves de la zona. L'abril de 2013, Surtdecasa.cat incorpora la regió del Camp de Tarragona i, el desembre del mateix any, l'Empordà, aglutinant les comarques del Baix Empordà i Alt Empordà, s'afegeix al projecte. El juny del 2014, les comarques de Lleida entren a formar part del projecte amb la capçalera de Surtdecasa Ponent. Al març del 2015 entra en funcionament la capçalera de Surtdecasa.cat a Girona, englobant les comarques del Gironès, Pla de l'Estany i la Selva. Surtdecasa Centre és la capçalera que es posa en marxa el novembre de 2015 cobrint l'actualitat cultural de les comarques del Bages, l'Anoia i el nord del Baix Llobregat. Al 2017 ha entrat en funcionament la capçalera de Pirineus, que engloba les comarques del Pirineu. El 2019 van crear la capçalera de Barcelona i van readapta la resta.
En els 22 Premis de Comunicació No Sexista que atorga l'Associació de Dones Periodistes de Catalunya, Surtdecasa va ser un dels mitjans premiats. El 7 de juny del 2014 el portal digital va rebre el Premi a l'Emprenedoria a Salou dins els II Premis de Comunicació de Tarragona organitzats per la revista +Actual i el diari La República Checa. El 29 de novembre va rebre el premi a Millor projecte de difusió cultural en el marc de la Nit de l'Emprenedor Català 2013 que organitzava la Jove Cambra Internacional (JCI).

## Continguts
Els continguts de Surtdecasa.cat es vertebren a través de nou seccions temàtiques que inclouen tant articles periodístics com l'agenda d'activitats relacionades amb la temàtica corresponent. Són les següents:
- Menjar i beure: Secció destinada a fer ressenyes de jornades gastronòmiques, restaurants, bars, establiments de menjar preparat, etc. Busca potenciar els reportatges propis, estil TOP10 de menjars (tapes, arrossos, vermuts, pizzes, postres…), o també rutes específiques de vins, de tapes, etc.
- Arts: Secció dedicada a parlar de temes vinculats amb disciplines com la pintura, l'escultura, la ceràmica, els diversos tipus d'exposicions artístiques, així com també de tots aquells assumptes artístics com rodatges o audiovisuals.
- Espectacles: S'inclouen tots els tipus d'espectacles: dansa, teatre, circ, monòlegs, etcètera.
- Música: Secció dedicada a temes musicals, independentment de l'estil i el gènere. Hi tenen cabuda tant els artistes contemporanis com els concerts de música clàssica. Tenen especial interès en les actuacions de música en viu i fins i tot les sessions de dj's.
- Fires i festes: Secció associada bàsicament a fires i festes vinculades amb la cultura popular. És la secció on s'inclouen també les jornades castelleres.
- Llibres: Secció de literatura i autors.
- Família: Secció dedicada a explicar les activitats que es poden fer amb els més petits de la casa.
- Activa't: Secció on es dona cabuda a projectes empresarials nous, idees originals, projectes transgressors i activitats acadèmiques o associatives destinades a millorar coneixements o habilitats.
- Entorn: Secció que tracta de tots aquells temes vinculats amb les activitats a l'aire lliure que impliquin contacte amb la natura i el patrimoni arquitectònic, així com les curses populars, esports d'aventura, etc.

## Funcionament[calcitació]
Fins al 2016 van ser una Comunitat de Béns, convertint-se des de llavors en Cooperativa fins a dia d'avui. La periodista Neus Barberà he sigut qui ha exercit el rol de directora del projecte i, ja en estructura cooperativa, com a presidenta.
Els valors que caracteritzen aquesta organització cooperativa són: la democràcia, la participació, la igualtat, l'autonomia, la formació, la intercooperació i l'arrelació en el medi.
Són les sòcies i els socis periodistes els qui prenen la decisió de formar-ne part. La cooperativa està oberta a totes les persones que poden aportar-hi el seu treball o usar-ne els serveis o i que estan disposades a acceptar les responsabilitats de ser socis, sense discriminació de sexe, raça, opció política o religió. Està gestionada democràticament. La distribució de vots no es basa en el capital, sinó que cada soci té un vot. Per formar-hi part, cal aportar un capital, que es fixa als estatuts, la llei no fixa cap quantitat mínima. Els socis gestionen el capital de manera democràtica. La distribució dels excedents es fa retribuint de manera principal la participació en l'activitat cooperativitzada, el treball en aquest cas.
Cada capçalera funciona de manera autònoma pel que fa a la publicació de continguts i a l'explotació comercial de la marca dins la seva àrea territorial, tot i que sempre seguint la línia editorial de Surtdecasa.cat. Cada capçalera territorial està formada per un equip de persones que s'encarreguen tant de l'apartat de continguts com del comercial, així com de les relacions institucionals en la seva àrea d'influència. Aquests equips segueixen un llibre d'estil de Surtdecasa.cat que cohesiona les accions i les activitats de cada capçalera d'acord amb una filosofia comuna. Cada delegació té la seva idiosincràsia, però totes comparteixen la filosofia de voler mostrar la cultura de proximitat i fer periodisme de carrer.
El criteri a l'hora d'establir els límits geogràfics d'una delegació respon a unes quantes variables. La identitat, entesa com el sentiment de pertinença de les persones a aquella àrea geogràfica o el fet de compartir un imaginari comú, és la més important. Després també intenten fer-la coincidir amb límits administratius i que el volum de població i d'activitat cultural pugui ser assumida per l'equip de periodistes de l'edició.